# پرسیشن ایر
پرسیشن ایر (به انگلیسی: Precision Air) یک شرکت هواپیمایی با کد یاتا PW است که در تاریخ ۱۹۹۳ میلادی تأسیس شده‌است. دفتر مرکزی پرسیشن ایر در دارالسلام، تانزانیا واقع شده‌است و قطب این شرکت هواپیمایی در فرودگاه بین‌المللی ژولیوس نیرر قرار دارد و به ۹ مقصد، پرواز مستقیم انجام می‌دهد.

## مقصدهای پروازی
|  | قطب              |
|  | مسیرهای آتی      |
|  | مسیرهای متوقف‌شده |